# Décès en novembre 1886
Décès
- 1882
- 1883
- 1884
- 1885
- 1886
- 1887
- 1888
- 1889
- 1890

Pour une information complémentaire, voir la page d'aide.

| Date         | Nom                                     | Pays                          | Activités                                            | Âge         | Source |
| ------------ | --------------------------------------- | ----------------------------- | ---------------------------------------------------- | ----------- | ------ |
| 1er novembre | Eugène Lachat                           | Drapeau de la Suisse          | Évêque suisse.                                       | 67          |        |
| 2 novembre   | Théodore Aubanel                        | Drapeau de la France          | Poète français.                                      | 57          |        |
| 2 novembre   | Pierre Foissac                          | Drapeau de la France          | Médecin français.                                    | 84          |        |
| 2 novembre   | Wilhelm Loewe                           | Drapeau de l'Allemagne        | Médecin et homme politique allemand.                 | 71          |        |
| 3 novembre   | Félix Belly                             | Drapeau de la France          | Journaliste et ingénieur français.                   | 70          |        |
| 3 novembre   | Alexandre Vassilievitch Golovnine       | Drapeau de l'Empire russe     | Homme politique russe.                               | 65          |        |
| 3 novembre   | Joseph-Urbain Mélin                     | Drapeau de la France          | Peintre français.                                    | 72          |        |
| 3 novembre   | Henri Moisy                             | Drapeau de la France          | Linguiste français.                                  | 71          |        |
| 4 novembre   | James Martin                            | Drapeau du Royaume-Uni        | Homme politique et juge australien.                  | 66          |        |
| 6 novembre   | George Barrington                       | Drapeau du Royaume-Uni        | Homme politique britannique.                         | 62          |        |
| 7 novembre   | Louis Dupuy de Belvèze                  | Drapeau de la France          | Homme politique français.                            | 77          |        |
| 8 novembre   | Josiah Charles Hughes                   | Drapeau du Canada             | Homme politique canadien.                            | 43          |        |
| 9 novembre   | Jan-Daniel Georgens                     | Drapeau de l'Allemagne        | Pédagogue allemand.                                  | 63          |        |
| 9 novembre   | Hippolyte Goyon                         | Drapeau de la France          | Notaire et homme politique français.                 | 86          |        |
| 10 novembre  | Filipina Brzezińska-Szymanowska         | Drapeau de l'Empire russe     | Pianiste et compositrice polonaise.                  | 86          |        |
| 10 novembre  | William Henry Silvester                 | Drapeau du Royaume-Uni        | Photographe britannique.                             | 72          |        |
| 11 novembre  | Paul Bert                               | Drapeau de la France          | Médecin et homme politique français.                 | 53          |        |
| 11 novembre  | Charles-Arthur Bourgeois                | Drapeau de la France          | Sculpteur français.                                  | 48          |        |
| 11 novembre  | Gustav Adolf Fischer                    | Drapeau de l'Allemagne        | Explorateur et naturaliste allemand.                 | 38          |        |
| 11 novembre  | Matsudaira Chikayoshi                   | Drapeau du Japon              | Samouraï japonais.                                   | 57          |        |
| 11 novembre  | Alexander von Schoeller                 | Drapeau de l'Autriche-Hongrie | Homme d'affaires germano-autrichien.                 | 81          |        |
| 12 novembre  | William Cole                            | Drapeau du Royaume-Uni        | Homme politique et paléontologue britannique.        | 79          |        |
| 12 novembre  | Francis Fry                             | Drapeau du Royaume-Uni        | Industriel britannique.                              | 83          |        |
| 12 novembre  | Archibald Alexander Hodge               | Drapeau des États-Unis        | Pasteur américain.                                   | 63          |        |
| 14 novembre  | Patrick Proctor Alexander               | Drapeau du Royaume-Uni        | Écrivain et philosophe britannique.                  | 62          | (en)   |
| 14 novembre  | Alexandre-Émile Béguyer de Chancourtois | Drapeau de la France          | Minéralogiste et géologue français.                  | 66          |        |
| 14 novembre  | Édouard Dalloz                          | Drapeau de la France          | Homme politique français.                            | 60          |        |
| 14 novembre  | Benoît Jouvin                           | Drapeau de la France          | Journaliste et critique musical français.            | 76          |        |
| 15 novembre  | Sergueï Ammossov                        | Drapeau de l'Empire russe     | Peintre lituanien.                                   | 49          |        |
| 15 novembre  | Gustav Heine von Geldern                | Drapeau de l'Autriche-Hongrie | Éditeur de presse autrichien.                        | 80/81/82/83 |        |
| 15 novembre  | Ludwig Rose                             | Drapeau de l'Allemagne        | Homme politique allemand.                            | 67          |        |
| 15 novembre  | Lucy Say                                | Drapeau des États-Unis        | Naturaliste et illustratice scientifique américaine. | 85          |        |
| 17 novembre  | Camille Dognin                          | Drapeau de la France          | Industriel et botaniste français.                    | 74          |        |
| 17 novembre  | Gustave Lassalle-Bordes                 | Drapeau de la France          | Peintre français.                                    | 71/72/73    |        |
| 17 novembre  | Nanine Souvestre-Papot                  | Drapeau de la France          | Écrivaine française.                                 | 79          |        |
| 18 novembre  | Chester A. Arthur                       | Drapeau des États-Unis        | 21e président des États-Unis.                        | 57          |        |
| 18 novembre  | Rudolf Joukovski                        | Drapeau de l'Empire russe     | Peintre russe.                                       | 71/72       |        |
| 18 novembre  | Pierre Semenenko                        | Drapeau de l'Empire russe     | Théologien polonais.                                 | 72          |        |
| 19 novembre  | Eugène Petit                            | Drapeau de la France          | Peintre français.                                    | 48          |        |
| 19 novembre  | Mathias Schiff                          | Drapeau de la France          | Sculpteur français.                                  | 24          |        |
| 20 novembre  | Rebecca Solomon                         | Drapeau du Royaume-Uni        | Peintre britannique.                                 | 54          |        |
| 21 novembre  | Charles Francis Adams, Sr.              | Drapeau des États-Unis        | Avocat et homme politique américain.                 | 79          |        |
| 21 novembre  | Eugène Rambert                          | Drapeau de la Suisse          | Écrivain et naturaliste suisse.                      | 56          |        |
| 21 novembre  | Johannes Scherr                         | Drapeau de l'Allemagne        | Écrivain et historien allemand.                      | 69          |        |
| 22 novembre  | Mary Boykin Chesnut                     | Drapeau des États-Unis        | Écrivaine américaine.                                | 63          |        |
| 22 novembre  | Jules Rieffel                           | Drapeau de la France          | Ingénieur agronome français.                         | 79          |        |
| 23 novembre  | Omer Ablay                              | Drapeau de la Belgique        | Général belge.                                       | 85          |        |
| 23 novembre  | Marguerite Bellanger                    | Drapeau de la France          | Actrice française.                                   | 48          |        |
| 23 novembre  | Louis-Charles-Emmanuel de Coëtlogon     | Drapeau de la France          | Militaire et écrivain français.                      | 72          |        |
| 23 novembre  | Leopold Kompert                         | Drapeau de l'Autriche-Hongrie | Écrivain autrichien.                                 | 64          |        |
| 24 novembre  | Victor Deroche                          | Drapeau de la France          | Peintre français.                                    | 62          |        |
| 24 novembre  | Jean Laurent                            | Drapeau de la France          | Photographe français.                                | 70          |        |
| 24 novembre  | Francis Spencer                         | Drapeau du Royaume-Uni        | Homme politique britannique.                         | 84          |        |
| 25 novembre  | Isidore Laurent Deroy                   | Drapeau de la France          | Peintre et lithographe français.                     | 88          |        |
| 25 novembre  | Ričard Karlovič Maak                    | Drapeau de l'Empire russe     | Naturaliste, géographe et anthropologue russe.       | 61          |        |
| 26 novembre  | Jean-Claude Esparon                     | Drapeau de la France          | Médailleur français.                                 | 63          |        |
| 26 novembre  | Giuseppe Guerzoni                       | Drapeau de l'Italie           | Patriote et écrivain italien.                        | 51          |        |
| 26 novembre  | Édouard Lièvre                          | Drapeau de la France          | Dessinateur, peintre et graveur français.            | 57          |        |
| 27 novembre  | François Robitaille                     | Drapeau de la France          | Prêtre catholique français.                          | 86          |        |
| 28 novembre  | Constant Cornelis Huijsmans             | Drapeau des Pays-Bas          | Peintre et pédagogue néerlandais.                    | 76          |        |
| 28 novembre  | Charles-Jean Seghers                    | Drapeau de la Belgique        | Évêque et missionnaire belge.                        | 46          |        |
| 29 novembre  | Adolfo de Foresta                       | Drapeau de l'Italie           | Homme politique italien.                             | 61          |        |
| 29 novembre  | John P. Gray                            | Drapeau des États-Unis        | Psychiatre américain.                                | 61          |        |
| 30 novembre  | Acton Smee Ayrton                       | Drapeau du Royaume-Uni        | Homme politique britannique.                         | 70          |        |
| 30 novembre  | Dimítrios Válvis                        | Drapeau de la Grèce           | Homme politique grec.                                | 78          |        |